# Tetford
Tetford är en ort och civil parish i Storbritannien.   Den ligger i grevskapet Lincolnshire och riksdelen England, i den sydöstra delen av landet, 190 km norr om huvudstaden London. Tetford ligger 56 meter över havet och antalet invånare är 422.
Terrängen runt Tetford är platt. Runt Tetford är det ganska tätbefolkat, med 75 invånare per kvadratkilometer. Närmaste större samhälle är Burwell, 5,0 km nordost om Tetford. Trakten runt Tetford består till största delen av jordbruksmark.